# Claude Cahun
Claude Cahun (født Lucy Renée Mathilde Schwob 25. oktober 1894 i Nantes, død 21. august 1954 på Jersey) var en fransk surrealistisk forfatter, fotograf og politisk aktivist.
Hun var niece til forfatteren Marcel Schwob og grandniece til forfatteren Léon Cahun.

## Biografi
Claude Cahun bliver født d. 25. oktober 1894 i Nantes i den vestlige del af Frankrig.
I 1907 bliver hun, på grund af det antisemitiske klima i Frankrig, af sine forældre, sendt til Surrey i England, hvor hun bliver i 2 år. Da hun i 1909 vender tilbage til Frankrig, indgår hun i et fællesskab med kunstneren Suzanne Malherbe, der dels er arbejdsmæssigt, dels er erotisk. I 1914 begynder hun at studere filosofi og litteratur på Sorbonne, hvor hun først antager pseudonymet Claude Courlis, hvilket hun i 1917 ændrer til Claude Cahun, som er et kønsneutralt navn, til minde om hendes farmor Mathilde Cahun. Hun flytter sammen med Malherbe i en lejlighed i Paris i 1920, hvor de sammen gør deres entre i det parisiske kulturliv og bliver en integreret del af det lesbiske miljø i byen. Det er ligeledes her, at de i 1922 begynder at afholde kunstnersaloner i deres lejlighed. I 1930'erne bliver hun mere involveret i politik, hvor hun i 1932 tilslutter sig foreningen Assciation des Écrivains et Artistes Revolutionaires. I 1937 forlader hun sammen med Malherbe Paris og slår sig ned på øen Jersey, hvor de under krigen er aktive i øens modstandsbevægelse. De bliver arresteret af tyskerne i 1944 og bliver dømt til døden. Henrettelserne bliver dog ikke eksekveret og i februar 1945 bliver de løsladt og kan vende hjem til deres hus, hvor det meste af Cahuns værker og personlige ejendele er blevet ødelagt.
Claude Cahun døde 8. december 1954 på Jersey.

## Kunstnerisk udvikling
Cahun indleder sin kunstneriske karriere i 1909, da hun skriver sine første tekster og tager sine første fotografiske selvportrætter. I 1914 får hun trykt sin første poetiske tekst Vues et Visions, som er stærkt påvirket af symbolismen. Værket bliver udgivet i magasinet Mercure de France, teksten bliver genudgivet i bogform i 1919 af forlaget Édition Crés med illustrationer af Malherbe. Hun producerer i perioden mellem 1925 og 1927 en stor mængde fotografier og bliver prist for sine meget iscenesatte selvportrætter og opstillinger. I 1929 bliver hun involveret i teatret Le Palteau, dels som medvirkende i flere forestillinger og dels som designer af masker og kostumer til forestillingerne. Hun får i 1930 udgivet en samling af essays og nedskrevne drømme under titlen Aveux non avenus. I 1932 bliver hun introduceret til Andre Breton, hvorefter hun begynder at identificere sig med den surrealistiske bevægelse. Hendes fokus skifter herefter til, at skabe surrealistiske collager og fotografier. Hun møder i 1933 centrale skikkelser i den surrealistiske bevægelse som Salvador Dali, Tristan Tzara, René Crevel og Man Ray og hun begynder, lige som dem, at interessere sig for psykologi og begynder at overvære forelæsninger om mentale sygdomme. I 1934 udgiver hun sit politiske skrift Les paris sont ouverts, hvor hun advokerer for en kunst, der tillader spontane reaktoiner og ikke udelukkende baserer sig på personlige evner. I den sammenhæng
baserer hun sit skrift på tanker af Breton, Lautréamont og Rimbaud, som alle argumenterede for at kunst skulle være for alle. Politisk manifesterer hun sig i 1935, ved at være en af grundlæggerne af den antifascistiske kunstner gruppe Contre-Attaque. I 1936 deltager hun i udstillingen Exposition Surrealiste d'objets og hun underskriver det surrealistiske manifest: "Der er ikke frihed, for fjender af friheden", herefter rejser hun sammen med Breton til London, hvor hun hjælper med at organisere International Surrealist Exhibition. Efter at hun i 1937 er flyttet til Jersey, laver hun en række fotografier, der er markant anderledes end de selvportrætter, hun lavede i begyndelsen 1920'erne. Hun bliver i 1939 medlem af organisationen Fédération International de l'Art Indépendant, som var en politisk gruppe af kunstnere, der var bekymrede over xenofobien og den stigende nationalisme og militarisme i Frankrig. efter sin løsladelse i 1945, skaber Cahun i 1946 en række af fotografiske selvportrætter og hun begynder at samle noter om modstandsarbejdet til værket La Muet dans la mêlée.

## Cahun i litteraturen
Claude Cahuns liv og værk er udgangspunktet for Kristina Stolz' roman Cahun (2019).